# Haras national du Pin
La yeguada nacional Le Pin es la más antigua de las yeguadas nacionales francesas . Se encuentra en el territorio de la comuna francesa de Pin-Haras , en el departamento de Orne , en la región de Normandía. 
La yeguada está parcialmente protegida como monumento histórico.